# Terremoto de Tongwei–Gansu de 1718
El terremoto de Tongwei de 1718 ocurrió el 19 de junio de 1718 en el condado de Tongwei, provincia de Gansu, durante la dinastía Qing, en la actual China. Al terremoto de magnitud de onda superficial estimada de 7,5 se le asignó una intensidad máxima de Mercalli modificada de X, lo que provocó daños tremendos y mató a 73.000 personas.

## Entorno tectónico
La tectónica de placas activa de la provincia de Gansu, ubicada en la meseta tibetana, está dominada por la colisión continental norte-sur de la placa india y la placa euroasiática. A medida que la placa india choca a lo largo de un límite de placa convergente conocido como el empuje principal del Himalaya, al ser una corteza continental, no se subduce, sino que se adentra en la placa euroasiática. Este proceso deforma gravemente la placa euroasiática, levantando la corteza y formando la meseta tibetana. La fuerza de la placa india que converge empuja la meseta tibetana hacia el este, hacia la cuenca de Sichuan, formando otra zona de colisión. Esta colisión y la deformación resultante de la corteza de la placa euroasiática son acomodadas por el sistema de fallas de Xianshuihe, la falla de Haiyuan, la falla de Kunlun, la falla de Altyn Tagh y la falla de Longmenshan. La presencia de fallas activas en Gansu hace que la región sea vulnerable a terremotos dañinos. El mortal terremoto de Sichuan de 2008 ocurrió debido a la ruptura de una falla de empuje en la falla de Longmenshan. Los terremotos de Haiyuan de 1920 y Gulang de 1927 ocurrieron debido a rupturas a lo largo de la falla de Haiyuan.

## Terremoto
La falla de Qinling del Oeste en la meseta tibetana, una falla activa de deslizamiento lateral izquierdo, se propuso como la fuente del terremoto, aunque no hay evidencia sismológica que lo demuestre. En los últimos 300 años desde el evento, la falla no ha producido grandes terremotos. Otra fuente propuesta es la falla de cabalgamiento adyacente de Tongwei, aunque se sabe poco sobre su actividad sísmica asociada. No se han documentado rupturas superficiales del terremoto, lo que sugiere que puede ser un terremoto de ruptura enterrado.

## Efectos
Todas las estructuras, incluidas las oficinas gubernamentales, las escuelas, los templos y las casas en Nanxiang, fueron destruidas. Se informó que la única estructura sobreviviente era una parte de la muralla de ladrillos de la ciudad en la esquina noreste de la ciudad. Más de 40.000 personas murieron en la ciudad. Otras 30.000 personas murieron en Yongning cuando deslizamientos de tierra masivos enterraron muchas casas en el área. Los efectos del suelo fueron severos; aparecieron grandes fisuras y el paisaje se deformó. Un gran deslizamiento de tierra enterró por completo la ciudad antigua de Yongning durante el terremoto.
Varios picos de montañas, incluido uno en el condado de Jingning, se desprendieron y cayeron, represando un río y matando a varios miles. En el condado de Zhuanglang, una gran colina sufrió un deslizamiento de tierra que provocó miles de muertes. Muchas torres de entrada, pabellones y almenas en el condado de Qin'an fueron destruidos.
En Tianshui, el terremoto derrumbó casas y templos confucianos. Las fisuras del suelo y los deslizamientos de tierra mataron a algunos residentes. Se informaron cifras de muertes más pequeñas en otras partes de la provincia de Gansu. El terremoto también afectó a las provincias de Shaanxi y Henan.

## Deslizamientos de tierra
El terremoto ganó una notable atención científica debido a que provocó más de 300 grandes deslizamientos de tierra. La mayoría de los deslizamientos consistieron en depósitos de loess y lutita de varios metros a lo largo de las empinadas laderas de las montañas cerca del río Wei. Tres de los deslizamientos de tierra más grandes en Pan'an, Tianshui, condado de Gangu, tuvieron un volumen combinado de 6,06 × 10⁸ m³. La localización de la distribución de deslizamientos de tierra utilizando Google Earth encontró una densa concentración de ocurrencia a lo largo de la falla de Tongwei.